# Nemilje
Nemilje – wieś w Słowenii, w gminie miejskiej Kranj. W 2018 roku liczyła 1575 mieszkańców. 